# Kraiter
Kraiter (Bungarus) är ett släkte av ormar. Bungarus ingår i familjen giftsnokar.
Ormarna som förekommer i Indien och Sydostasien är ytterst giftiga. Till skillnad från kobrorna kan de inte spänna ut sin hals till en sköld.
Kraiter är med en längd av cirka 1,5 till 3,0 meter medelstora till stora ormar. De har en smal bål och bålens tvärsnitt kan vara oval eller trekantig. Arterna vistas i olika habitat och de hittas även nära människans samhällen. De vistas främst på marken, är nattaktiva och de jagar främst mindre ormar. Honor lägger ägg.

## Arter
Arter enligt Catalogue of Life:
- Bungarus andamanensis
- Bungarus bungaroides
- Bungarus caeruleus
- Bungarus candidus
- Bungarus ceylonicus
- Bungarus fasciatus
- Bungarus flaviceps
- Bungarus lividus
- Bungarus magnimaculatus
- Bungarus multicinctus
- Bungarus niger
- Bungarus sindanus
- Bungarus slowinskii

The Reptile Database listar ytterligare två arter.
- Bungarus persicus
- Bungarus walli